# Населення Канади за провінціями та територіями

Карта провінцій і територій Канади за темпами зростання населення (2016—2021).
< 4.0% < 4,0 %

Канада поділена на 10 провінцій і три території. Більшість населення Канади зосереджене в районах, розташованих поблизу канадсько-американського кордону. Його чотири найбільші за площею провінції (Онтаріо, Квебек, Британська Колумбія та Альберта) є найбільш густонаселеними; їх населення разом становить 86,5 відсотка від усього населення країни. На Північно-Західні території, Нунавут і Юкон припадає більше третини площі Канади, але тут проживає лише 0,32 відсотка її населення, що спотворює національне значення щільності населення.
Населення Канади зросло на 5,24 відсотка в період між переписами 2016 і 2021 років. За винятком Ньюфаундленду і Лабрадору та Північно-Західних територій, усі території та провінції збільшили чисельність населення з 2016 по 2021 рік. З точки зору процентних змін між 2016 і 2021 роками, найшвидший приріст населення провінції чи території був Юкон на 12,1 відсотка, за яким ішов Острів Принца Едуарда на 7,99 відсотка.
Загалом населення провінцій неухильно росло разом із Канадою. Однак деякі провінції, такі як Саскачеван, Острів Принца Едуарда, Ньюфаундленд і Лабрадор, переживали тривалі періоди стагнації або скорочення чисельності населення. Онтаріо та Квебек завжди були двома найбільш густонаселеними провінціями, де проживало понад 60 відсотків населення Канади. Демографічне значення Заходу з часом неухильно зростало, тоді як значення Атлантичної Канади неухильно зменшувалося. Після створення Конфедерації в 1867 році населення Канади збільшується щороку: див. Список населення Канади за роками.

## Темпи зростання населення

Карта провінцій і територій Канади за темпами зростання населення (2016—2021).
< 4.0% < 4,0 %

## Населення за останнім переписом
|        | Провінція або територія    | 2021 рік перепис населення | 2021 рік перепис населення | Приріст (2016—2021) | Площа (км²)  | Густота населення чол/км² | Палата громади | Палата громади | Сенат | Сенат  |
|        | Провінція або територія    | %                          | Осіб                       | Приріст (2016—2021) | Площа (км²)  | Густота населення чол/км² | %              | Осіб           | %     |        |
| ------ | -------------------------- | -------------------------- | -------------------------- | ------------------- | ------------ | ------------------------- | -------------- | -------------- | ----- | ------ |
| 1      | Oнтаріо                    | 14,223,942                 | 38.45 %                    | 5.8 %               | 908,699.33   | 15.2                      | 122            | 35.6 %         | 24    | 22.9 % |
| 2      | Квебек                     | 8,501,833                  | 22.98 %                    | 4.1 %               | 1,356,625.27 | 6.5                       | 78             | 22.7 %         | 24    | 22.9 % |
| 3      | Британська Колумбія        | 5,000,879                  | 13.52 %                    | 7.6 %               | 922,503.01   | 5.4                       | 43             | 12.5 %         | 6     | 5.7 %  |
| 4      | Aльберта                   | 4,262,635                  | 11.52 %                    | 4.8 %               | 640,330.46   | 6.7                       | 37             | 10.8 %         | 6     | 5.7 %  |
| 5      | Манітоба                   | 1,342,153                  | 3.63 %                     | 5.0 %               | 552,370.99   | 2.3                       | 14             | 4.1 %          | 6     | 5.7 %  |
| 6      | Саскачеван                 | 1,132,505                  | 3.06 %                     | 3.1 %               | 588,243.54   | 2.0                       | 14             | 4.1 %          | 6     | 5.7 %  |
| 7      | Нова Шотландія             | 969,383                    | 2.62 %                     | 5.0 %               | 52,942.27    | 18.4                      | 11             | 3.2 %          | 10    | 9.5 %  |
| 8      | Нью-Брансвік               | 775,610                    | 2.09 %                     | 3.8 %               | 71,388.81    | 10.9                      | 10             | 2.9 %          | 10    | 9.5 %  |
| 9      | Ньюфаундленд і Лабрадор    | 510,550                    | 1.38 %                     | −1.8 %              | 370,514.08   | 1.4                       | 7              | 2.0 %          | 6     | 5.7 %  |
| 10     | Острів Принца Едуарда      | 154,331                    | 0.42 %                     | 8.0 %               | 5,686.03     | 27.2                      | 4              | 1.2 %          | 4     | 3.8 %  |
| 11     | Північно-Західні території | 41,070                     | 0.11 %                     | −1.7 %              | 1,143,793.86 | 0.04                      | 1              | 0.3 %          | 1     | 0.95 % |
| 12     | Юкон                       | 40,232                     | 0.11 %                     | 12.1 %              | 474,712.68   | 0.08                      | 1              | 0.3 %          | 1     | 0.95 % |
| 13     | Нунавут                    | 36,858                     | 0.10 %                     | 2.5 %               | 1,877,778.53 | 0.02                      | 1              | 0.3 %          | 1     | 0.95 % |
| Всього | Канада                     | 36,991,981                 | 100 %                      | 5.2 %               | 8,965,588.85 | 4.2                       | 343            | 100 %          | 105   | 100 %  |

## Демографічна еволюція

### Історичне населення
Населення Канади збільшувалося з кожним роком після створення Конфедерації в 1867 році. Перший національний перепис населення країни був проведений у 1871 році, і він охоплював чотири провінції, які на той час входили до складу Канади. Було зафіксовано населення 1 620 851 в Онтаріо, 1 191 516 в Квебеку, 387 800 в Новій Шотландії та 285 594 в Нью-Брансвіку Населення кожної з цих провінцій продовжувало безперервно зростати з кожним роком. Однак наприкінці 19 століття в звязку зі спадом економіки приріст став повільним. У результаті багато канадців вирішили емігрувати до Сполучених Штатів для роботи.
Особливо сильно це вдарило по Квебеку. Приблизно 900 000 мешканців Квебеку (переважна більшість — франко-канадці) в період між 1840 і 1930 роками виїхали до Сполучених Штатів. Однак втрати населення Квебеку через еміграцію в цей період були компенсовані природним приростом населення. Дійсно, до середини 20-го століття рівень народжуваності в Квебеку був значно вищим, ніж у більшості сучасних індустріальних суспільств. Цей період високого зростання франко-канадського населення отримав прізвисько La Revanche des berceaux (освічено:"помста колиски").

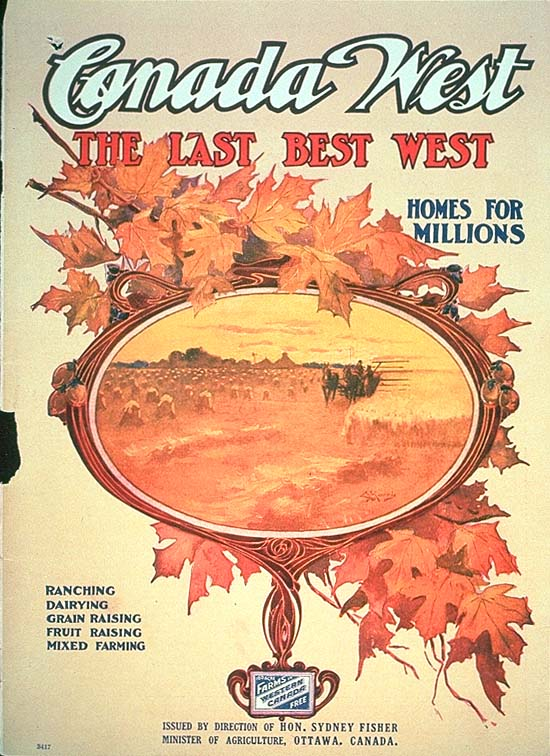
Памфлет з рекламою імміграції до Західної Канади,

Зростання населення Північно-Західних територій і західних провінцій, прискорилося, коли канадський уряд у 1872 році ухвалив Закон про землі домініонів, щоб заохотити заселення Канадських прерій та запобігти претензіям на цю територію з боку Сполучених Штатів. За цим законом заявнику безкоштовно надавали 160 акрів (65 га), єдиними витратами для фермера був адміністративний збір у розмірі 10 доларів. Це міг бути будь-який фермер чоловічої статі, якому виповнився 21 рік і який погодився обробляти щонайменше 40 акрів (16 га) землі та побудувати на ній постійне житло (протягом трьох років). В останнє десятиліття 19 століття населення канадських прерій швидко зростало, наприклад, населення Саскачевану зросло більш ніж у п'ять разів з 91 000 у 1901 році до 492 000 у 1911 році. Переважна більшість це були іммігрантами з Європи.
Ранні підрахунки населення Північно-Західних територій, як правило, не враховують корінних громадян країн, чиї країни входили до складу території, таких як Дене з Дененде або інуїти з інуїтів Нунангат. Скорочення населення території на рубежі 20-го та 21-го століть пов'язане зі зменшенням її площі, оскільки Юкон, потім Саскачеван та Альберта були вирвані з її території, а те саме сталося з Нунавутом століттям пізніше. Різке зростання населення Юкону на початку 20-го століття пов'язане з Клондайкською золотою лихоманкою, коли приблизно 100 000 людей намагалися дістатися до золотих копалень Клондайку між 1896 і 1899 роками, з яких лише близько 30 000-40 000 врешті-решт зробили це.
Загалом, населення провінцій стабільно зростало разом із Канадою. Однак деякі провінції переживали тривалі періоди стагнації або скорочення населення. Після піку в 1891 році населення острова Принца Едварда почало щорічно скорочуватися до 1941 року, після чого провінція знову почала зростати. У Саскачевані, після швидкого демографічного вибуху на початку століття, який зробив провінцію третьою за величиною в країні, її населення скоротилося під час Великої депресії, і з того часу її зростання було повільним. З 1931 по 2016 рік населення Саскачевану зросло лише на 19,2 відсотка, що значно нижче середнього показника по країні. З іншого боку, Ньюфаундленд і Лабрадор переживали повільне, але безперервне зростання до 1990-х років, коли промисел тріски зазнав краху, а їхня популяція почала скорочуватися.
Демографічна вага кожної провінції в Канаді завжди була делікатним питанням. У 1840 році у звіті Дарема було рекомендовано об'єднати Верхню Канаду (нині Онтаріо) та Нижню Канаду (нині Квебек) в одну провінцію. Новостворена Законодавча асамблея провінції Канада мала мати рівне представництво від Східної Канади (нині Квебек) та Західної Канади (нині Онтаріо), хоча кількість населення Східної Канади була значно більшою. У 1840 році кількість населення східної Канади становила 670 000 осіб, тоді як населення західної Канади лише 480 000 осіб. Лорд Дарем не рекомендував такий підхід, а натомість запропонував, щоб представництво базувалося на відповідній чисельності населення двох регіонів. Британський уряд відхилив цю рекомендацію та натомість запровадив секційну рівність, очевидно, щоб надати англомовному населенню нової провінції домінуючий голос в уряді провінції.
Однак перепис населення 1851 року показав, що населення Західної Канади перевищило населення Східної Канади.
З часів Конфедерації Онтаріо та Квебек завжди були двома найбільш густонаселеними провінціями Канади. Однак їх сукупна демографічна кількість зменшилася з понад 80 відсотків часи Конфедерації до трохи більше ніж 60 відсотків у 2016 році. Атлантичні провінції також втратили значення в Канаді, з приблизно 20 відсотків у Конфедерації до менше 7 відсотків сьогодні. Однак значення Заходу лише зросло, з незначних рівнів у 1871 році до понад 30 відсотків території країни у 2016 році. У першій половині 20-го століття найбільш густонаселеною західною провінцією був Саскачеван, але згодом її населення затьмарили Британська Колумбія, Альберта та Манітоба.
Питання демографії кожної провінції виникло під час переговорів щодо патріотизму Конституції Канади, і особливо обговорень щодо формулювання поправок до конституції. Остаточна формула передбачає, що незначні зміни до конституції мають бути схвалені Парламентом Канади та Законодавчими зборами 6 провінцій, які представляють щонайменше 50 відсотків населення Канади. Це по суті означало, що або Онтаріо, або Квебек мали погодитися на будь-які конституційні поправки, які стосуються всіх провінцій.
Квебеку вдалося підтримувати стабільну демографію в Канаді протягом першої половини 20-го століття завдяки високому рівню народжуваності. Однак їх значення почало зменшуватися, оскільки рівень народжуваності почав падати в 1960-х роках. Квебек хотів компенсувати це за рахунок імміграції, і для цього в 1968 році створив своє Міністерство імміграції та домовився з федеральним урядом про розширення повноважень у цій галузі. Однак, непропорційно велика кількість нових іммігрантів до Канади прямує до Онтаріо, Британської Колумбії та Альберти, що сприяє зростанню демографічної на цих територіях. У відповідь на це в 1991 році було укладено Угоду між Канадою та Квебеком, яка, серед іншого, гарантувала Квебеку рівень імміграції, пропорційний його демографічнії в Канаді.